# Південне Медведково
Південне Медведково (рос. Ю́жное Медве́дково) — адміністративний район в Москві, входить до складу Північно-Східного адміністративного округу. Населення станом на 1 січня 2017 року 85007 чол., площа 3,87 км²
Район утворено 5 липня 1995 року.

На території району немає станцій метро.